# Robert Gojani
Robert Gojani (19 oktober 1992) is een Zweeds voetballer. De middenvelder speelt voor Kalmar FF.

## Clubcarrière
Gojani debuteerde bij Jönköpings Södra IF in het betaald voetbal. Hier groeide hij al snel uit tot een belangrijke speler. In 2018 maakte hij de overstap naar IF Elfsborg. Drie jaar later zocht hij zijn geluk buiten de landsgrenzen bij het Deense Silkeborg IF. Op 5 februari 2023 tekende Gojani een driejarig contract bij Kalmar FF.

## Interlandcarrière
Gojani maakte op 7 januari 2018 zijn debuut in het Zweeds voetbalelftal. Tijdens de oefeninterland tegen Estland stond hij negentig minuten binnen de lijnen.

## Persoonlijk
Gojani is van Kosovaars-Albanese afkomst.